# Underwood Typewriter Company
La Underwood Typewriter Company è stata una azienda produttrice di macchine per scrivere, con sede a New York.
Nel 1895 la Underwood produsse la prima macchina per scrivere di ampio successo commerciale, la Underwood 1, che basava la sua fortuna sull'introduzione della scrittura visibile, con un metodo appena brevettato.
Negli anni sessanta del 1900 venne acquistata dalla concorrente italiana Olivetti, che voleva entrare con più forza nel mercato americano.
Il marchio Underwood è stato usato sino agli anni ottanta per commercializzare calcolatrici e macchine per scrivere. Successivamente venne usato da Olivetti per la commercializzazione di registratori di cassa.

## Storia

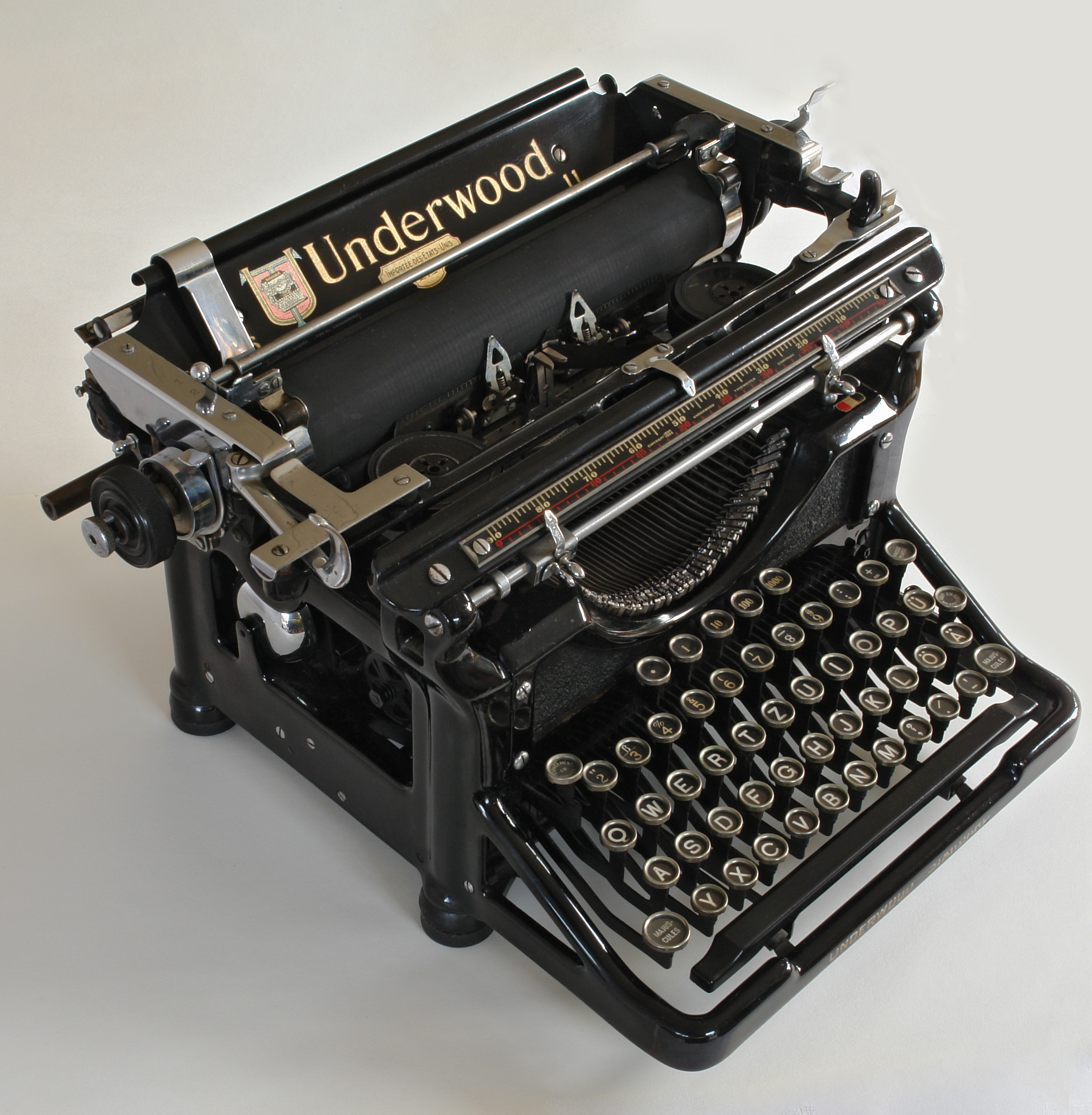

La Underwood venne fondata nel 1874 come azienda fornitrice di carta carbone e nastri di stampa delle macchine per scrivere costruite da altre ditte, in primis la E. Remington and sons. Quando questa avviò la produzione autonoma degli accessori prodotti dalla Underwood, quest'ultima decise di entrare nel campo producendo essa stessa le macchine per i suoi accessori.
L'inventore tedesco-americano Franz Xaver Wagner realizzò in società con l'imprenditore John Thomas Underwood tra il 1896 e il 1900 le Underwood n ° 1 e n. 2; nel retro vi era scritto "Wagner Typewriter Co."
Nel 1900 venne lanciata sul mercato la Underwood No. 5, descritta come la prima macchina per scrivere veramente moderna; di essa, nei primi anni venti, erano già stati venduti due milioni di esemplari.
Ai primi del Novecento gli impianti produttivi vennero trasferiti nel Connecticut, ad Hartford, cittadina destinata a diventare la capitale della scrittura meccanica in quanto vi era anche lo stabilimento della Royal.
Nel 1908 Camillo Olivetti visitò la fabbrica della Underwood ad Hartford, che allora produceva già 70.000 macchine all'anno, livello raggiunto dalla Olivetti solo negli anni cinquanta, arrivando a produrre anche una macchina al minuto.
Nel 1910 l'azienda introdusse nelle macchine per scrivere dei dispositivi di addizione e sottrazione.

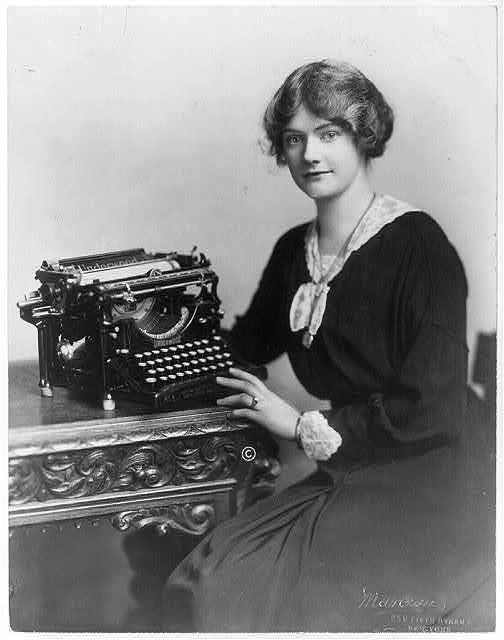
Donna con una macchina per scrivere, 1918

Dopo la prima guerra mondiale, l'ingegnere meccanico Philip Dakin Wagoner venne nominato presidente della Elliott-Fisher Company, casa madre della Underwood Typewriter e della Sunstrand Adding Machine. Successivamente le aziende figlie furono incorporate in Underwood Corporation.
In quegli anni la Underwood costruì, a fini promozionali, alcune enormi macchine tipo Underwood 5, perfettamente funzionanti, che venivano posizionate in fiere e piazze, come quella costruita per la Fiera di San Francisco e poi esposta per anni nei Garden Pier di Atlantic City nel New Jersey.  La macchina era alta 4,5 metri, larga oltre 6 e pesante 14 tonnellate e utilizzava fogli di carta larghi 2,7 metri. Spesso veniva fotografata con una modella seduta su ciascun tasto.
Un'altra macchina uguale fu realizzata per la Fiera di New York nel 1939. Queste macchine furono poi distrutte per usarne il metallo a scopi di produzione bellica.
Durante la seconda guerra mondiale la Underwood produsse carabine e altre armi per le Forze Armate degli USA.
Nel 1945 Philip Dakin Wagoner fu eletto presidente del Consiglio di Amministrazione della Underwood e Leon C. Stowell presidente della società.
Negli anni cinquanta Adriano Olivetti s'interessò alla Underwood, in quanto la Olivetti, già in posizione leader nel settore delle macchine d'ufficio in Italia, intendeva espandersi in America, fatto ritenuto indispensabile per lo sviluppo a livello mondiale. Inizialmente venne speso il nome Olivetti, aprendo uffici e showroom, come il Negozio Olivetti di New York City, ma poi Adriano Olivetti decise di assorbire la sua principale concorrente.
Dietro consiglio del padre Camillo, che nel 1908 era rimasto affascinato dallo stabilimento Underwood, il figlio Adriano (che nel 1925 aveva cercato invano di visitare la fabbrica) si decise all'acquisto, che avvenne in due fasi.  La prima nel 1959, con un investimento di 8,7 milioni di dollari per 405.000 azioni, pari al 35% del capitale sociale e la fusione totale nel 1963, dopo la morte di Adriano stesso.
L'acquisto della Underwood, con il notevole, conseguente assorbimento di liquidità, fu una delle cause della crisi della Olivetti degli anni '60, insieme a una stagnazione del mercato mondiale e alla prematura scomparsa di Adriano Olivetti e di Mario Tchou.
Dopo l'acquisto, il marchio "Olivetti-Underwood" fu usato per commercializzare e in parte realizzare negli Stati Uniti le macchine progettate a Ivrea.
Nel 1966, a causa dell'arretratezza degli impianti produttivi, si decise di aprire un nuovo stabilimento ad Harrisburg, il cui progetto venne affidato all'architetto Louis Kahn, che lavorò con la collaborazione di Antonio Migliasso, e un giovanissimo Renzo Piano; lo stabilimento venne inaugurato nel 1970.

## La Underwood nella cultura di massa
Usavano una macchina per scrivere Underwood i seguenti personaggi famosi:
- William Faulkner;
- Francis Scott Fitzgerald;
- Ernest Hemingway;
- Robert E. Howard.